# Snave
Snave est un petit hameau situé sur la Romney Marsh dans le Kent, juste à côté de l'A2070 situé à neuf miles au sud de la ville de Ashford. Snave ne se compose que de quelques maisons et de l'église de Saint-Augustin (aujourd'hui redondant) qui détient un service par année au festival de la moisson. Au printemps, le cimetière est célèbre pour ses narcisses. L'église tombe sous le œcuménique (anglicane / méthodiste) la paroisse de Hamstreet et Orlestone, tandis que le hameau est situé dans le civil parish de Brenzett.
Les commerces et la gare sont à Hamstreet (3 miles) bien qu'il y ait une station d'essence à Brenzett (2 miles).